# Cirsotrema dalli
Cirsotrema dalli är en snäckart som beskrevs av Alfred Rehder 1945. Cirsotrema dalli ingår i släktet Cirsotrema och familjen vindeltrappsnäckor. Inga underarter finns listade i Catalogue of Life.